# André Foelckersam
André Georg Andreas Baron von Foelckersam (* 29. November 1903 in Mitau; † 15. Dezember 1962 in Stockholm) war ein deutsch-baltischer Schriftsteller.

## Leben
Der aus Kurland stammende Foelckersam war der Sohn des Barons Hamilcar von Foelkersam (1854–1929), konservativer Abgeordneter der russischen Reichsduma, und der Nadeschda (Dissa), geb. Baronesse von Grotthuß. Seine Schwester Dina von Foelckersam (1893–1942) wurde ebenfalls Schriftstellerin; der livländische Zivilgouverneur Georg Friedrich von Fölkersahm war sein Urgroßvater.
André Foelckersam lebte ab 1919 in Deutschland – 1932 in Berlin – und übersiedelte 1937 nach Schweden. Von ihm stammen der Roman Drei Monde im silbernen Feld (1934) und eine Sammlung von Erzählungen Taimi (1964). Darüber hinaus publizierte er in Zeitschriften. Diese beinhalteten auch lyrische Texte des Autors, von denen – vertont dargeboten von Interpretinnen wie Rosa Albach-Retty und Kaete Nick-Jaenicke – auch Schallaufnahmen erstellt wurden. Er schrieb außerdem das heitere Hörspiel Von Treppe zu Treppe, das 1932 in der Schlesischen Funkstunde gesendet wurde.
Laut dem Literaturwissenschaftler Gero von Wilpert brachte der Autor „sensible Stimmungsbilder aus dem ländlichen Baltikum und aus Schweden mit schlichten Figuren“ hervor.
Foelckersam betätigte sich zudem als Übersetzer und übertrug Selma Lagerlöfs Buch Nils Holgerssons wunderbare Reise mit den Wildgänsen ins Deutsche.